# Joseph Denison (banquier)
Joseph Denison (vers 1726–1806) est banquier et propriétaire foncier britannique.

## Biographie
Denison est issu d'un milieu modeste du West Yorkshire . Il s'est rendu à Londres où il s'est associé à la famille de banquiers Heywood, devenant plus tard un associé de l'entreprise . Richard Vickerman Taylor décrit l'immense richesse accumulée par Denison comme étant acquise grâce à "l'industrie sans relâche et la frugalité la plus rigide" . Cinq ans après avoir acheté Denbies, il achète le domaine Seamere, près de Scarborough, Yorkshire, au duc de Leeds  . Il a un fils, William Joseph, et deux filles, Elizabeth et Anna Maria, de sa deuxième épouse . Au moment de l'ère Régence, la famille est la personnification de la prospérité et du Statut social .
Denison est décédé le 12 décembre 1806  et son fils hérite de ses propriétés . Il est enterré à Bunhill Fields avec sa deuxième épouse; un monument classé Grade II est sur leur tombe.